# Upper Winchendon
Upper Winchendon est une paroisse civile et un village du Buckinghamshire, en Angleterre.